# Château de Virieu (Loire)
Pour les articles homonymes, voir Château de Virieu.
Le château de Virieu est situé à Pélussin (département de la Loire, en France) dans le quartier de Virieu.

## Histoire
C'est Jean de Fay qui fit reconstruire la maison seigneuriale. L'architecte en a été C.Tisseur.
Le château est inscrit au titre des monuments historiques en 2001.